# الحكومة الملكية للاتحاد الوطني لكمبوتشيا

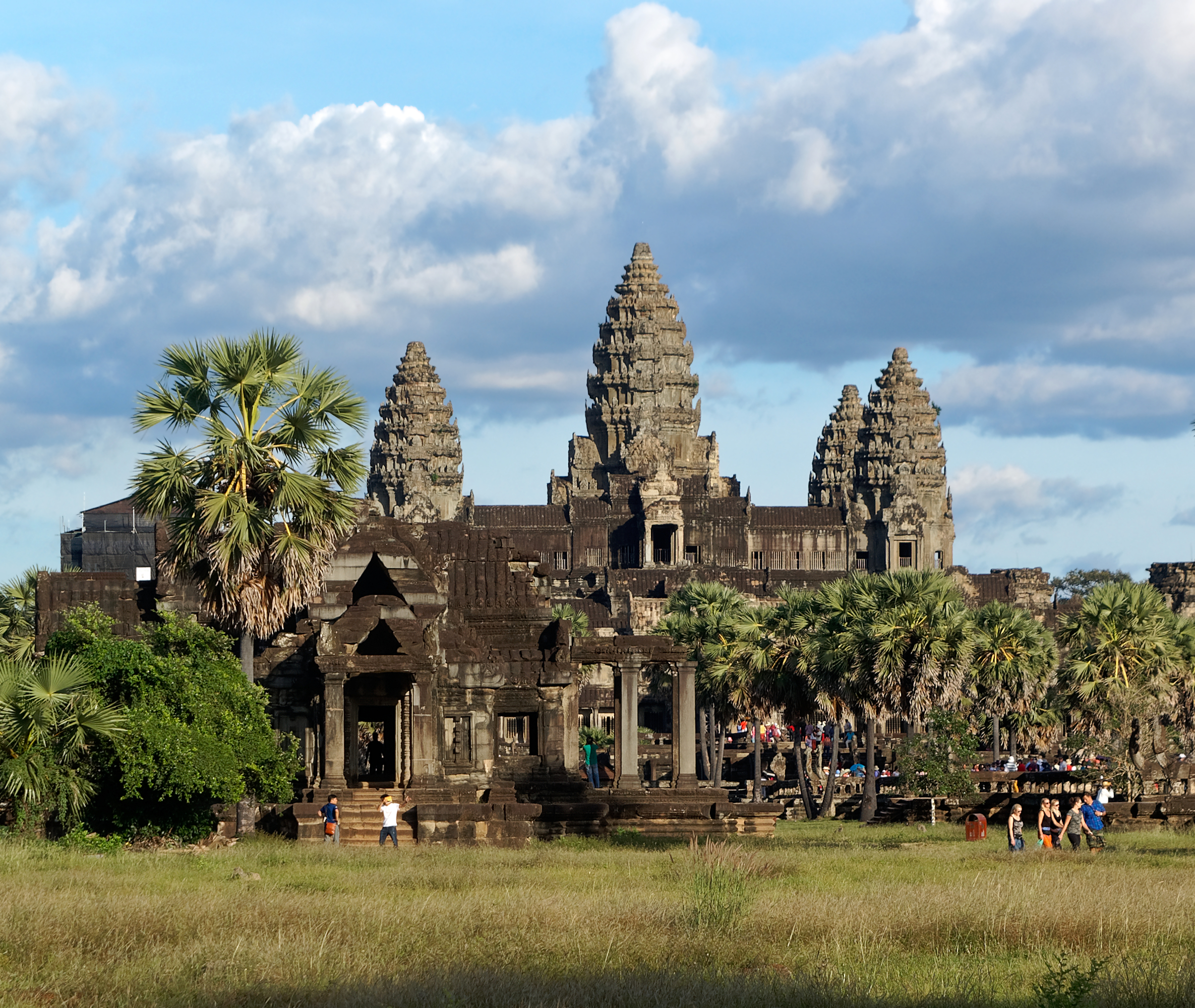
منظر للهيكل المركزي لأنغكور وات

الحكومة الملكية للاتحاد الوطني لكمبوتشيا(جرانك) هي حكومة في المنفى في كمبوديا، ومقرها في بكين وهونغ كونغ، وكانت موجودة بين عامي 1970 و1976، وسيطرت على البلاد لفترة وجيزة بدءًا من عام 1975.
كانت جرانك مبنية على تحالف يسمي FUNK، وهو اختصار لـ "الجبهة الوطنية المتحدة لكمبوتشيا") بين أنصار رئيس الدولة المنفي الأمير نورودوم سيهانوك والخمير الحمر ("الخمير الحمر"، وهي تسمية صاغها بنفسه للإشارة إلى الجبهة الوطنية المتحدة لكمبوتشيا). أعضاء الحزب الشيوعي الكمبودي). تم تشكيلها بدعم صيني، بعد وقت قصير من الإطاحة بسيهانوك في الانقلاب الكمبودي عام 1970. كان متمردو الخمير الحمر حتى تلك اللحظة يقاتلون نظام سانجكوم في سيهانوك.

## التشكيل
في مارس 1970، تم عزل سيهانوك في انقلاب قاده أعضاء يمينيون في حكومته: رئيس الوزراء لون نول، ونائبه الأمير سيسواث سيريك ماتاك، وإن تام. دعا سيهانوك، الذي كان في رحلة إلى الخارج، في البداية إلى انتفاضة شعبية واسعة النطاق ضد الانقلاب عبر إذاعة بكين في 23 مارس لإعلان حكومة الاتحاد الوطني.
نسخة سيهانوك الخاصة بتشكيل الجبهة، والتي نُشرت بينما كانت لا تزال موجودة، تختلف إلى حد ما عن الإصدارات التي قدمها المعلقون اللاحقون. وذكر أنه قرر على الفور تشكيل حكومة اتحاد وطني أثناء وجوده على متن الطائرة بين موسكو وبكين، وأنه سعيد بتلقي رسالة، مؤرخة بعد ثلاثة أيام من بثه الإذاعي اللاحق، من "قادة الخمير الحمر" الثلاثة [ ...] ثلاثة من مثقفينا البارزين" - هو يون، وهو نيم، وخيو سامفان، الذين شاركوا جميعًا في سانجكوم لسيهانوك في الستينيات.
في الواقع، يبدو أن سيهانوك وصل إلى بكين غير متأكد من خطوته التالية، ولم يكن ذلك إلا بعد اجتماع سري في 21 مارس مع رئيس وزراء فيتنام الشمالية فام فان دونغ وتشو إنلاي - وكان الأخير مؤيدًا قديمًا لسيهانوك. - أنه قرر أخيراً التحالف مع الشيوعيين الكمبوديين الذين كان يقاتلهم طوال العقد الماضي؛ يبدو من المحتمل أن الرغبة في الانتقام من لون نول، والفخر، والشكوك المحتملة حول الدور الأمريكي في الانقلاب ربما تكون هي التي عجلت بهذا القراروعلق سيهانوك لاحقًا قائلاً: "لقد اخترت ألا أكون مع الأمريكيين أو الشيوعيين [...] وكان لون نول هو من أجبرني على الاختيار بينهما".
تم الإعلان عن جرانك رسميًا في 5 مايو: تم الاعتراف بها على الفور من قبل الصين.
أتاح تشكيل جرانك تحت قيادة سيهانوك لقيادة الخمير الحمر وسيلة للحصول على الاعتراف الدولي وحشد دعم الفلاحين الكمبوديين، الذين كانوا بأغلبية ساحقة ملكيين ومحافظين، في قتالهم ضد جمهورية الخمير بقيادة لون نول. وسرعان ما تضخمت القوات الشيوعية من قبل الكمبوديين الريفيين، الذين انجذبوا إلى اسم سيهانوك وغضبوا من الضحايا الذين سببهم القصف الأمريكي. بالنسبة لسيهانوك، فإن دعم الشيوعيين مكنه من مواصلة محاولته لاستعادة السلطة وتأمين دعم الفيتناميين الشماليين (الذين احتلت قواتهم مساحات شاسعة من المناطق الريفية في كمبوديا) والصين. ومع ذلك، فمن المحتمل أن سيهانوك كان على علم بأن العناصر الأكثر تشددًا في الخمير الحمر ستسعى إلى عزله في نهاية المطاف؛ ولذلك اعتمدت خطته على استقطاب الدعم الأميركي لحركة «الوحدة الوطنية» التي يتبناها. وبما أن إدارة نيكسون اتخذت قرارًا واعيًا بدعم لون نول، فقد كانت هذه مقامرة غير محتملة.